# السرين (الليث)
السرين، مدينة أثرية وميناء مندثر تقع جنوب الليث غرب المملكة العربية السعودية، ازدهرت المستوطنة والميناء منذ بداية العصر الإسلامي حتى القرن الثامن الهجري.

## الوصف
هو ميناء معروف على البحر الأحمر٬ يستبعد أن تعود نشأة الميناء إلى ما قبل الإسلام٬ ويتبين من أقوال الجغرافيين في القرون الهجرية الثلاثة الأولى٬ أنه كان بلدة صغيرة٬ إلا أنه منذ أواخر القرن الخامس الهجري تطور وأصبح من أعظم الموانئ على ساحل البحر الأحمر بعد ميناء جدة. لكن هذ الميناء٬ بسبب الحروب التي نشأت بين الأمراء الأشراف٬ تدهور حتى هجر في القرن الثامن الهجري٬ إلا أن أطلال هذه المدينة لاتزال ماثلة للعيان تشهد على الأنشطة الحضارية المتنوعة التي كانت في هذا الميناء٬ من أساسات المباني٬ وشواهد القبور الكثيرة٬ والكسر الفخارية٬ والخزفية٬ والزجاجية٬ وأكوام الآجر والحجر.
واتخذت بلدة السرين التي نشأت بجانب هذا الميناء أهمية مكانية على الطريق بين اليمن والحجاز براً وبحراً بحيث أصبحت ملتقى طريقي تهامة البريين اللذين يجتمعان فيها ويفترقان بعدها شمالاً وجنوباً. كما أن ميناءها أصبح يمثل ممراً بحرياً يلعب دوراً خطيراً في حركة التجارة البحرية بين موانئ البحر الأحمر وبخاصة موانئ الشاطئ الشرقي للبحر الأحمر التي تقع شماله وجنوبه وكذلك صادرات السروات والقرى الداخلية.

## البلدة في أقوال المؤرخين
جاء اسم السرين في نص ياقوت الحموي القائل: «حلية واد بين أعيار وعليب يفرغ في السرين»، وأورد الحموي نفسه القائل بأن: «المسافة بين وادي الأحسبة والسرين سرى ليلة من جهة اليمن». أما ابن خرداذبة فذكر السرين في وصفه لمراحل الطريق الساحلي بين عمان ومكة فقال: «ثم إلى مرسى حلي ثم إلى السرين ثم إلى أعيارن». وقال العذري (393 هـ - 478 هـ) عن البلدة: «مدينة السرين عظيمة بسوق وجامع علي البحر الأحمر، بناؤها بالخشب والحشيش، وجامعها مبني بالمدر، وسورها في البحر ولها مرعى، وزرعهم الذرة والسسم، يسقى بماء السيل، قليلة البرد، وغلالهم قليلة، وتجلب لها الميرة من الحبشة وغيرها، ولباسهم الرداء والأزار ومعاملتهم الدراهم». وصور المؤرخ المقدسي في النصف الثاني من القرن الرابع الهجري البلدة فقال: «والسرين بلد صغير. له حصن الجامع فيه، على باب البلد مضعة، وهو فرضة السروات، والسروات معدن الحبوب والتمور البردية والعسل الكثير»، وذكر في نصه المرافق العمرانية في بلدة السرين وهي:
- الحصن: الذي لعله كان ثكنة عسكرية، أو مركز الإدارة الحكومية بما فيها الثكنة العسكرية التي تقوم بحراسة هذا الميناء والدفاع عنه.
- الجامع: والذي يدل على استيطان جماعة كبيرة من السلكان في السرين، ولعله كان مدرسة تخرج فيها بعض من اشتغل بالعلم واشتهر بنسبته إليها مثل أبي هارون موسى بن محمد بن محمد بن كثير السريني أستاذ أبي القاسم الطبراني.
- الفرضة: وهي توضح ما كان يمارس على رصيف السرين من حركة تجارية نشطة توريداً أو تصديراً.
- المصنعة: وهي كما أسلفنا صهريج أو مجموعة صهاريح بنيت لتخزين مياه الشرب. والسرين كبلدة بحرية أحوج ما تكون للمصنع لانعدام مصادر مياه الشرب فيها.[5]

## أمثلة من النقوش
حصر المؤرخ حسن فقيه تسعة نماذج منها:
| السرين (الليث) | بسم الله الرحمن الرحيم، هذا ما تشهد عليه أم يوسف ابنة رزيق بن سمح: تشهد أن لا إله إلا الله وحده لا شريك له وأن محمداً عبده ورسوله صلى الله عليه وسلم وأن الساعة آتية لا ريب فيها وأن الله باعث من القبور على ذلك حيت وعليه ماتت وعليه تبعث إن شاء الله. | السرين (الليث) |

## انظر ايضاً
- الليث

## وصلات خارجية
- «مدينة السرين الأثرية» بالليث.. تاريخ يختفي وتراث يندثر.
- مدينة «السرين» الأثرية تطور حضاري أعقبه الفناء.